# William Swainson
William Swainson (8. října 1789, Londýn – 6. prosince 1855, Fern Grove, Hutt Valley, Nový Zéland) byl anglický přírodovědec.

## Životopis

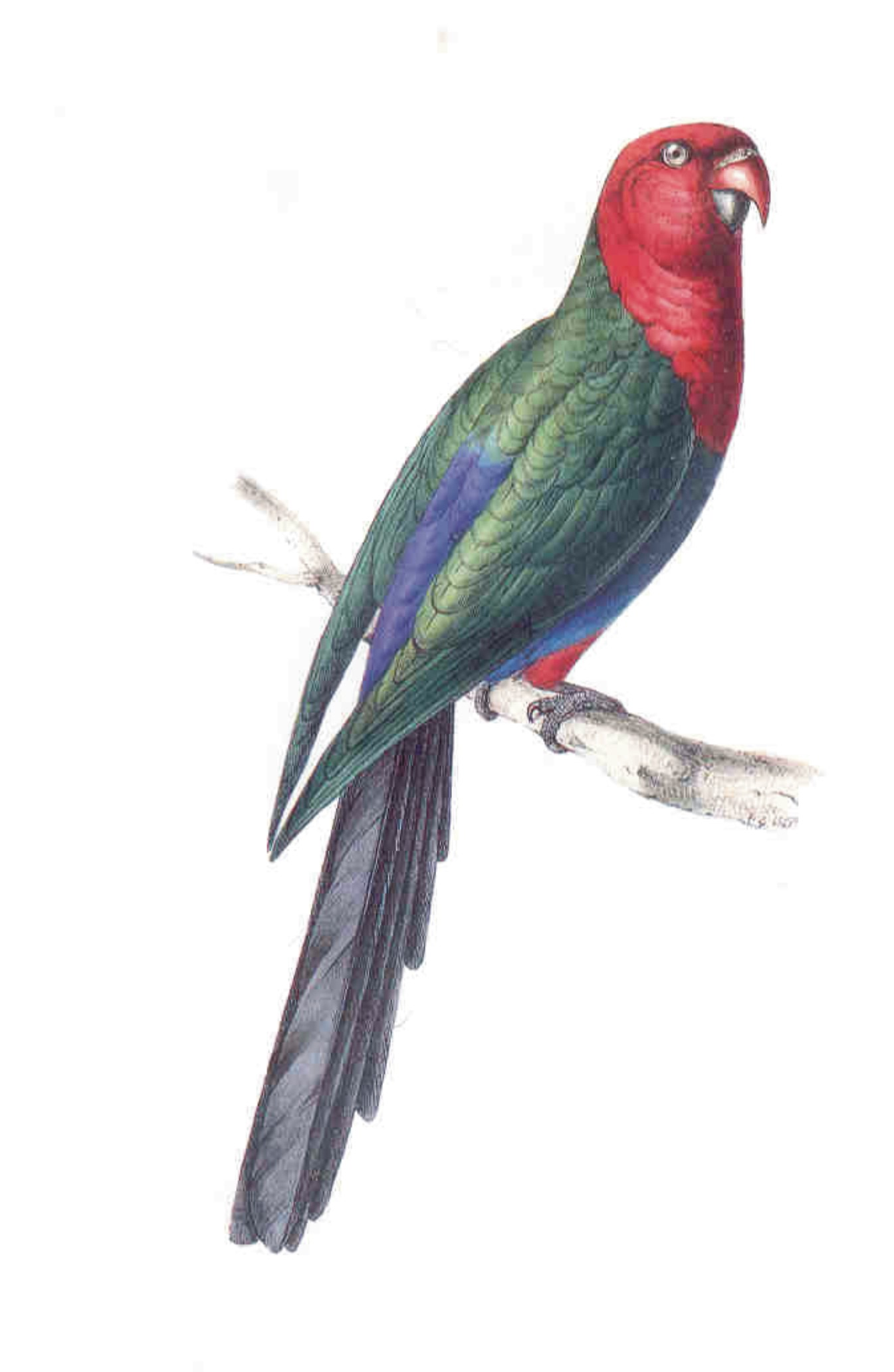
Papoušek amboinský (Alisterus amboinensis) na Swainsonově litografii

Narodil se roku 1789 do rodiny Johna Timothyho Swainsona, amatérského přírodovědce a jednoho ze zakladatelů Linného společnosti v Londýně. Ačkoli jej od dětství přitahovalo sběratelství přírodnin, v přírodních vědách se mu nedostalo žádného formálního vzdělání. Ve 14 letech začal pracovat pro celní správu, mezi lety 1807–1815 pak díky vlivu otce zastával místo u britské okupační armády se sídlem v Palermu na Sicílii. Díky zahraniční službě měl možnost poznat přírodu Itálie, Malty a Řecka. Následně se vrátil zpět do Anglie a mezi lety 1816–1818 se společně s dalšími evropskými přírodovědci zúčastnil expedice do Brazílie, kde získal řadu cenných vzorků.
V roce 1815 jej přijali do Linného společnosti a roku 1820 do Královské společnosti. Kvůli chybějícímu akademickému vzdělání však nezískal lukrativní místo v Britském muzeu, o nějž usiloval. Swainson byl autorem četných přírodovědných monografií, zabýval se zejména ornitologií, konchologií a entomologií. Ceněn byl však zvláště pro své litografie, ilustroval s nimi díla cizí i vlastní. Poněvadž tehdy ještě neexistovala žádná jednoduchá metoda barevného tisku, barevné ilustrace v každém výtisku musel vytvářet de novo. Swainson se znal s řadou tehdejších významných přírodovědců (či pro ně získával vzorky), jako byli William Jackson Hooker, Joseph Banks, Georges Cuvier či John James Audubon, jenž jej naučil nové technice barevné litografie a také mu dělal tlumočníka při návštěvě Francie.
Od roku 1840 až do své smrti na bronchitidu roku 1855 žil střídavě na Novém Zélandu a v Austrálii, v zámoří se mu nicméně nedařilo. Trápily jej zejména finanční problémy, ale také konflikty s Maory či smrt dcery. Značnou kritiku však sklidila i jeho vědecká práce, zejména přebujelý systém eukalyptů zveřejněný roku 1853, v němž popisoval více než 1 500 jejich druhů. Necitlivé reakce se dočkal zejména od botanika W. J. Hookera, podle něhož rozuměl botanice „asi jako husa“. Již dříve byl navíc terčem kritiky pro oblibu tzv. quinariánských systémů, které živé organismy sdružovaly do skupin po pěti.
Swainsonovo jméno nesou mj. ptáci frankolín Swainsonův (Pternistis swainsonii), vrabec Swainsonův (Passer swainsonii), káně bělohrdlá (Buteo swainsoni), tyran Swainsonův (Myiarchus swainsoni) a lesňáček světlebrvý (Limnothlypis swainsonii).
Swainson byl celkem dvakrát ženatý. Jeho první žena zemřela roku 1835, což Swainsona hluboce zasáhlo. Jako druhou ženu později pojal vychovatelku svých dětí, aby s ním mohla bez legislativních problémů emigrovat na Nový Zéland.